# 村田健司
村田 健司（むらた けんじ、1946年7月8日 - ）は、日本のバリトン歌手、翻訳家。

## 人物
1966年、東京都立駒場高等学校音楽科を卒業。1969年、東京芸術大学音楽学部声楽科を卒業。声楽を中山悌一、古沢淑子、疋田生次郎、ジャック・ジャンセン、カミーユ・モラーヌに師事。1972年、二期会研究生修了。同年、フランス政府給費留学生としてパリ音楽院へ入学、1975年に帰国する。
1984年、「プーランクの歌曲」に対し文化庁芸術祭優秀賞を受賞。
オペラは1974年にフランス・リヨン・オペラ座のアペルギス「運命論者ジャック」でデビュー。
帰国後は西武劇場、三谷礼二プロデュースのモーツァルト「フィガロの結婚」の伯爵、日本オペラ協会、池辺晋一郎「死神」の早川、東京オペラプロデュース、ミヨー「オルフェの不幸」のオルフェ、藤原歌劇団、ヴァイル「マハゴニー」のビル、東京室内歌劇団、プーランク「ティレジアスの乳房」の亭主、青島広志「火の鳥」のヤマト・タケル等に出演。

## 受賞歴
- 1982年 - 第1回中島健蔵音楽賞
- 1984年 - 文化庁芸術祭優秀賞

## ディスコグラフィ
| フォーレ歌曲集     | 1994年02月21日 | マイスターミュージック |
| プーランク歌曲集   | 1999年04月06日 | マイスターミュージック |
| ドビュッシーの歌曲 |                | コジマ録音             |

## 著書
ドレミ楽譜出版社
- 「フランス・オペラ アリア名曲集 ソプラノ 村田健司編」（1999年6月28日）
- 「フランス歌曲集 村田健司編」（2001年1月10日）
- 「ヴォーカル・スコア 「カルメン」村田健司編」（2002年11月13日）
- 「フランス・オペラ アリア名曲集 メゾ・ソプラノ、アルト 村田健司編」（2006年1月25日）
- 「シャンソン・フランセーズ フランス愛唱歌曲選 村田健司編」（2007年4月18日）
- 「フランス オペラ ハイライトシリーズ(1)」（2008年4月16日）

### 監修
ドレミ楽譜出版社
- 「エリックサティ ピアノコレクション」（2000年1月15日、編集：井戸川忠臣）
- 「バイエルからツェルニー30番程度 気軽にエリックサティ/ピアノセレクション」（2007年10月20日、編集：井戸川忠臣）

### 訳書
- アンリ・エル「フランシス・プーランク生誕百年 決定版評伝」（春秋社、1999年2月）